# Chaetodon blackburnii

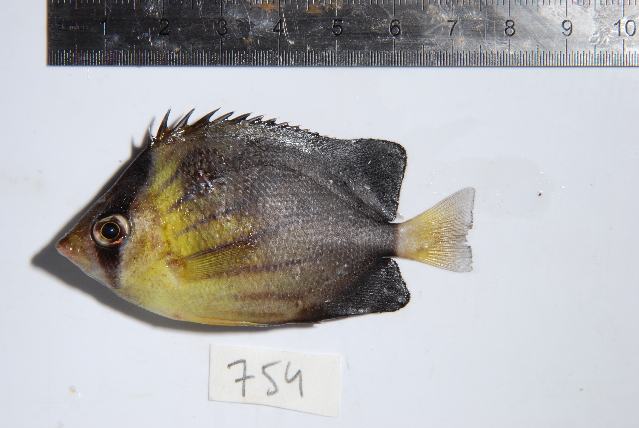
Chaetodon blackburnii

Chaetodon blackburnii es una especie de pez mariposa marino del género Chaetodon, familia Chaetodontidae. 
Su nombre común en inglés es pez mariposa brownburnie. Es una especie común y con poblaciones estables en su rango de distribución, el sudoeste del océano Índico.

## Morfología
Posee la morfología típica de su familia, cuerpo ovalado y comprimido lateralmente. La cabeza es blanca, con una ancha franja negra vertical que atraviesa el ojo. El color base del cuerpo y las aletas pélvicas es amarillo, con siete líneas marrones, más o menos paralelas y diagonales, a lo largo del cuerpo. La coloración del cuerpo y de las aletas dorsal y anal tiene como un velo marrón oscuro, la aleta caudal es blanca.
Tiene 16 espinas dorsales, entre 21 y 23 radios blandos dorsales, 3 espinas anales, y entre 17 y 18 radios blandos anales.
Alcanza hasta 13 cm de longitud.

## Alimentación
Es omnívoro, y se alimenta tanto de pequeños invertebrados marinos, como gusanos poliquetos y anfípodos, como de algas.

## Reproducción
Son dioicos, o de sexos separados, ovíparos, y de fertilización externa. El desove sucede antes del anochecer. Forman parejas durante el ciclo reproductivo, pero no protegen sus huevos y crías después del desove.

## Hábitat
Es un pez costero, y toma como hogar los arrecifes y los fondos rocosos. Ocurre en laderas de arrecifes exteriores con crecimiento coralino. Se les ve solitarios o en parejas. 
Su rango de profundidad está entre 10 y 55 metros, aunque se han reportado localizaciones hasta 80 m.

## Distribución geográfica
Se distribuye en el sudoeste del Índico, desde Kenia hasta Sudáfrica. Es especie nativa de Kenia; Madagascar; Mauritius; Mozambique; Reunión; Sudáfrica y Tanzania,.